# 岡田有章
岡田 有章（おかだ ともあき、1960年6月7日 - 、ふたご座・AB型）は、東京都出身のアニメーション美術監督、メカニカルデザイナーである。日本大学文理学部卒。

## 主な参加作品
特記がないものは、美術監督として参加した作品。
- 魔法の妖精ペルシャ （美術設定）
- ダーティペア （美術設定） ※佐藤正浩との連名。
- 機甲戦記ドラグナー ※中村光毅との連名。
- 鎧伝サムライトルーパー ※デザインオフィス・メカマンとの連名。
- 獣神ライガー
- 勇者エクスカイザー
- 太陽の勇者ファイバード
- 伝説の勇者ダ・ガーン
- 勇者特急マイトガイン （デザイン協力（美術監督との兼任））
- ダーティペアFLASH
- 勇者警察ジェイデッカー
- 黄金勇者ゴルドラン
- 獣戦士ガルキーバ ※永吉幸樹との連名。
- 勇者指令ダグオン
- 超者ライディーン
- 勇者王ガオガイガー
- 勇者指令ダグオン 水晶の瞳の少年 （美術設定）
- ベターマン
- 星界の紋章
- 勇者王ガオガイガーFINAL （デザインワークス）※鈴木竜也、鈴木卓也、中谷誠一との連名。
- OH!スーパーミルクチャン
- 爆闘宣言ダイガンダー
- DARKER THAN BLACK -流星の双子- （美術デザイン）※青井孝との連名。
- STAR DRIVER 輝きのタクト （地下世界デザイン）
- 絶園のテンペスト （美術コンセプトデザイン）※佐藤歩との連名で、美術監督も兼任。
- 翠星のガルガンティア （ガルガンティアイメージ）
- ガンダム Gのレコンギスタ （背景設定、背景ボード）※いずれも佐藤歩との連名で、美術監督も佐藤との連名で務めた。
- クロムクロ （メカデザイン、ヴィジュアルコンセプト）[1]
- さよならの朝に約束の花をかざろう（美術設定、コンセプトデザイン）
- A.I.C.O. Incarnation（コンセプトデザイン）
- 機動戦士ガンダム 水星の魔女（美術デザイン）※森岡賢一、金平和茂、玉盛順一朗、上津康義との連名。